# Pardonne-moi (chanson de Johnny Hallyday)
Pour les articles homonymes, voir Pardonne-moi.
Singles de Johnny Hallyday
J'en parlerai au diable
(2018)
Pistes de Mon pays c'est l'amour
Made in Rock'n'Roll
(3) Interlude
(5)
Pardonne-moi est une chanson de Johnny Hallyday. Quatrième titre de l'album posthume de l'artiste, Mon pays c'est l'amour, il est le second single extrait le 19 novembre 2018.

## Classements hebdomadaires
| Classement (2018)            | Meilleure place |
| ---------------------------- | --------------- |
| France (SNEP Megafusion)     | 22              |
| France (SNEP Streaming)      | 32              |
| France (SNEP Téléchargement) | 3               |
| Suisse (Schweizer Hitparade) | 67              |